# Joana d'Itàlia
Joana d'Itàlia, reina de Bulgària (Roma 1907 - Estoril 2000). Princesa d'Itàlia amb el tractament d'altesa reial que arribà a reina de Bulgària després del seu matrimoni amb el rei Boris III de Bulgària.
Nascuda el dia 13 de novembre de l'any 1907 al Palau del Quirinal de Roma essent filla del rei Víctor Manuel III d'Itàlia i de la princesa Helena de Montenegro. Joana era neta per via paterna del rei Humbert I d'Itàlia i de la princesa Margarida de Savoia-Gènova mentre que per via materna ho era del rei Nicolau I de Montenegro.
El 25 d'octubre de l'any 1930 es casà a Assís amb el rei Boris III de Bulgària fill del rei Ferran I de Bulgària i de la princesa Maria Lluïsa de Borbó-Parma. La parella tingué dos fills:
- SAR la princesa Maria Lluïsa de Bulgària, nascuda a Sofia el 1933. Es casà en primeres núpcies amb el príncep Carles de Leiningen del qual es divorcià l'any 1968 i en segones núpcies amb el polonès Bronislaw Chrobok.

- SM el rei Simeó II de Bulgària, nat a Sofia el 1937. Es casà amb l'aristòcrata espanyola Margarita Gómez-Acebo y Cejuela l'any 1962 a Lausana.

El casament entre la princesa catòlica, Joana, i el rei ortodox, Borís, comportà greus conflictes religiosos. La solució fou celebrar dues cerimònies diferenciades, mentre se celebrà pel ritu catòlic a la basílica d'Assís dies després a la catedral de Sofia se celebrà pel ritu ortodox.
Els primers anys d'estança a Bulgària, Joana s'involucrà activament en diverses causes de caritat i en la provisió de passaports a jueus a mesura que els moviments antisemites assolaven Europa i arribaven a Bulgària.
L'any 1943 moria el tsar Borís III de Bulgària i s'establia una regència del príncep Kyrill de Bulgària sobre el petit-rei Simeó II. Des de sempre ha planejat la sobra de la protesta en la mort del rei Boris en un accident de cotxe de retorn a Sofia des de Berlín després d'anunciar a Adolf Hitler que abandonava l'aliança amb Alemanya.
L'any 1945 els soviètics ocuparen Bulgària i pocs mesos després un referèndum popular, sense cap garantia democràtica, establí una república popular a l'òrbita de Moscou. El nou govern comunista de Bulgària concedí 48 hores a Joana i als seus fills per tal que abandonessin el país. Pocs dies abans, el príncep Kyrill de Bulgària fou executat després que un tribunal popular l'acusés de traïció a la pàtria.
Establerts durant uns mesos a Alexandria al costat del rei Víctor Manuel III d'Itàlia posteriorment es traslladaren a Madrid, on s'instal·laren de forma definitiva. L'any 1993 realitzà una breu visita a Bulgària on recorregué els principals escenaris de la seva vida a aquest país de l'Europa Oriental. Joana morí a Estoril l'any 2000 a l'edat de 93 anys i fou enterrada al Panteó Reial de la Família Savoia.